# Tnine Aday
Tnine Aday  (in arabo اثنين أداي‎?) è un centro abitato e comune rurale del Marocco situato nella provincia di Tiznit, regione di Souss-Massa. Conta una popolazione di 1 903 abitanti (censimento 2014).